# Stefan Sękowski (1859–1910)
Stefan Sękowski herbu Prawdzic (ur. 11 marca 1859 we Lwowie, zm. 15 sierpnia 1910 w Wojsławiu) – ziemianin, poseł na Sejm Krajowy, działacz społeczny i polityczny.

## Życiorys
Był synem Aleksandra, adwokata i radnego miasta Lwowa, oraz Adeli z Rydlów. Studiował na Politechnice w Wiedniu, praktykę rolną odbywał za granicą. Po śmierci ojca odziedziczył majątek w Wojsławiu oraz Rzochów. Karierę polityczną zaczynał jako członek Wydziału Powiatowego w Mielcu, w 1890 został zastępcą prezesa Wydziału. Po śmierci Władysława Koziebrodzkiego w kwietniu 1893 został posłem na sejm Galicji VI kadencji reprezentując z I kurii okręg tarnowski. 11 stycznia 1894 został wybrany jednogłośnie rewidentem sejmowym, a 27 stycznia 1894 sekretarzem komisji kolejowej. Zabierał głos w sprawach gospodarczych i kwestiach majątkowych. W lutym 1895 zabrał głos w sprawie statutu Kas Oszczędności, a w listopadzie 1897 wygłosił przemówienie na zebraniu Klubu Konserwatywnego  O kredycie włościańskim. Ponownie został wybrany posłem 22 grudnia 1899 na miejsce Mieczysława Reya, który złożył mandat. W 1901 został wybrany przewodniczącym komisji gospodarstwa krajowego i reformy agrarnej. Zajmował się również sprawami szkolnictwa, domagał się założenia gimnazjum w Mielcu (otwartego w 1905), szkół rolniczych w Miłocinie i Tarnowie. Domagał się środków finansowych na regulację Wisłoka, ustawy przeciw spekulacji w handlu nawozami sztucznymi. 9 listopada 1905 przemawiał w sejmie jako prezes Towarzystwa Wzajemnej Pomocy Obywatelskiej, proponując ratować zadłużone majątki ziemskie drogą korzystnej parcelacji. W latach 1908–1910 zabiegał w sejmie o utworzenie banku mającego wspierać rozwijający się przemysł. Od 1900 był prezesem mieleckiej Rady Powiatowej. Wcześniej  w 1890 był członkiem Wydziału Okręgowego Towarzystwa Rolniczego w Mielcu, Galicyjskiego Towarzystwa Kredytowego, w 1896 inicjatorem powstania szkoły koszykarskiej w Wojsławiu. Za swoją działalność odznaczony został Orderem Żelaznej Korony III klasy, Orderem św. Grzegorza oraz Komandorią Orderu Franciszka Józefa. Za wielki nakład pracy i funduszy prywatnych nagrodzono go również tytułem honorowego obywatela Mielca. Pochowany został w rodzinnej kaplicy grobowej na cmentarzu w Rzochowie.

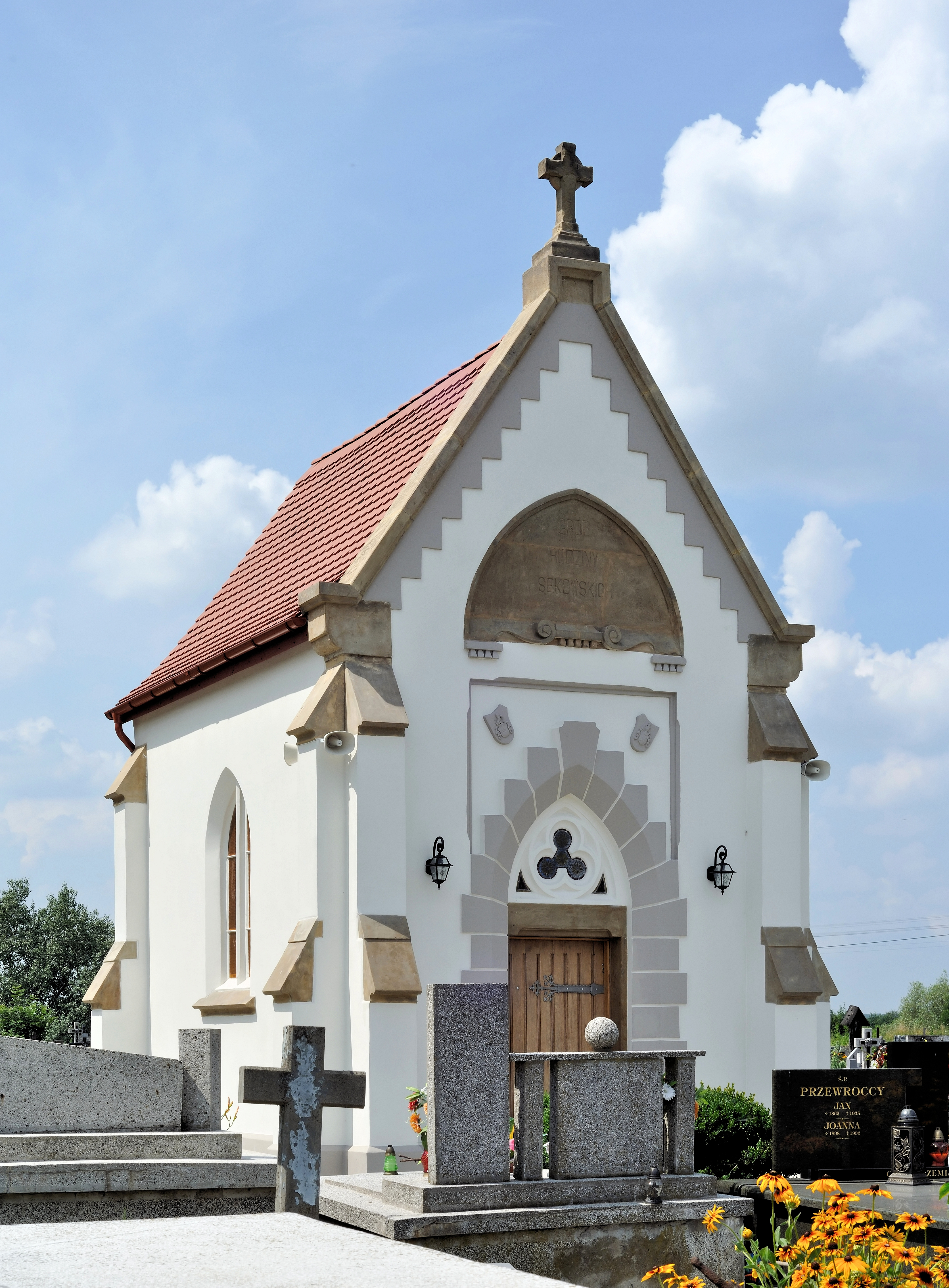
Kaplica grobowa Sękowskich w Rzochowie

## Życie prywatne
Matka Aniela była siostrą Lucjana Rydla, kuzynem Stefana Sękowskiego był poeta Lucjan Rydel. 29 kwietnia 1886 ożenił się z Karolina Szlachtowską (1866-1926), córką prezydenta Krakowa Feliksa Szlachtowskiego. Państwo Sękowscy mieli sześcioro dzieci: czterech synów: Aleksandra, Stanisława, Janusza i Jerzego oraz dwie córki: Stefanię (1887-1962), żonę Kazimierz Milińskiego, i Marię (1902-1982), żonę kompozytora Stanisława Wiechowicza. Wnuki Stefana Sękowskiego (dzieci Stanisława) były  uczestnikami powstania warszawskiego. Maria wyszła za mąż za Tomasza Wolframa. Jej synem, a prawnukiem Stefana Sękowskiego, jest Krzysztof Wolfram.
Stefan Sękowski, wnuk i imiennik Stefana Sękowskiego, był chemikiem.